# المراقبة والإدارة عن بعد
المراقبة والإدارة عن بعد هي عملية الإشراف على أنظمة تكنولوجيا المعلومات والتحكم فيها (مثل أجهزة الشبكات والحواسيب والخوادم والأجهزة المحمولة) عن طريق البرامج الموضوعة في جهاز واحد.